# عبد العزيز فهد المرزوق
عبد العزيز فهد المرزوق (1967-) رئيس مجلس إدارة نادي الكويت بين عامي (2008 - 2018).

## نبذة شخصية
ولد عبد العزيز فهد عبدالعزيز الداوود المرزوق في الكويت وتحديدا في منطقة الشويخ بتاريخ (1967) ، وهو أحد أبناء نائب رئيس المجلس البلدي السابق ورئيس نادي الكويت الرياضي السابق (1963 - 1965) عميد أسرة المرزوق فهد عبدالعزيز الداوود المرزوق ، وقد بدأ حياته العملية في قطاع البنوك، بعد أن تخرج في الثانوية ثم التحق بالمعهد التجاري وبعد التخرج حاولت الالتحاق بجامعة أبوظبي ولم يأت القبول فقرر أن يبدأ الرحلة العملية وهي القطاع المصرفي وبقي في العمل المصرفي لمدة 8 سنوات ثم توقف بسبب الغزو العراقي للكويت.، وبعد نحو عقدين من الزمن انتقل إلى العمل في البورصة الكويتية.

## إنجازاته مع نادي الكويت
إستلم زمام أمور مجلس إدارة نادي الكويت الرياضي في عام 2008 خلفا للرئيس السابق مرزوق الغانم ، وإستمر برئاسة النادي عشر سنوات ، حتي أستقال من منصبه، بعد تعيينه في مجلس مفوضي هيئة أسواق المال الكويتية ، حيث جاءت إستقالته التزاماً منه بتطبيق القانون الكويتي الخاص بالهيئة، الذي يمنع على أعضاء مجلس المفوضين أو الموظفين ، الانشغال بأي عمل عام أو خاص ، وخلال رئاسته لنادي الكويت الكويتي بين عامي (2008 - 2018) حقق معه 19 بطولة على النحو التالي:
- (3) دوري أبطال آسيا 2.
- (4) الدوري الكويتي.
- (5) كأس الأمير.
- (3) كأس ولي العهد.
- (4) كأس السوبر الكويتي.

## حياته العائلية
متزوج وله من الأبناء:
- فهد .
- فيصل.